# Concerto in Polonia 3
Concerto in Polonia 3 è una collezione di alcuni dei brani cantati durante la tournée in Polonia del 1991 dal Piccolo Coro "Mariele Ventre" dell'Antoniano. È uscito su musicassetta. L'editore è Fonit Cetra.

## Tracce
Lato A
1. Supercalifragilistic-Espiraldiloso
2. Io e te
3. Dududipdida
4. Ave Verum
5. When the Saints go marching in
6. Mettiamoci a ballare

Lato B
1. Le rondinelle
2. Medley di Natale #2
3. The Neverending Story
4. Festa al Polo Nord
5. Un papero nero